# Papiliolebias ashleyae
Papiliolebias bitteri — вид коропозубоподібних риб родини ривулових (Rivulidae).

## Назва
Вид назвали на честь дочки співавтора таксону доктора Роджера Броссо, Ешлі Кімберлі Броссо, яка знайшла перший зразок виду.

## Поширення
Ендемік Болівії. Поширений у верхів'ї річки Маморе у департаменті Санта-Крус на сході країни. Відомий лише у типовому місцезнаходженні — ділянці річки завдовжки 250 м та завширшки 20 м. Спійманий на глибині 120 см.

## Опис
Дуже дрібна рибка, завдовжки до 3,6 см. Забарвлення червоного кольору з білими лусочками, що утворюють поперечні смуги. На анальному і спинному плавцях є червонувато-коричнева повздовжня смуга, а більша частина плавців синюватого забарвлення. На голові через око проходить темно-синя коса лінія.